# Palacagüina
Palacagüina est une municipalité nicaraguayenne du département de Madriz au Nicaragua.